# Degré d'une application
Pour les articles homonymes, voir degré.
Le degré d'une application continue entre variétés de même dimension est une généralisation de la notion d'enroulement d'un cercle sur lui-même. C'est un invariant homologique à valeurs entières.
Sa définition, d'abord réservée aux applications différentiables, s'étend aux applications continues par passage à la limite du fait de son invariance par homotopie. Mais la construction des groupes d'homologie permet aussi de proposer une définition directe pour les applications continues.

## Enroulement
Pour une application continue du cercle unité S1 dans lui-même,
{\displaystyle f:S^{1}\to S^{1},}
on définit comme suit le degré d'enroulement.
On paramètre S1 par
{\displaystyle p:\mathbb {R} \to S^{1},\quad t\mapsto {\rm {e}}^{{\rm {i}}t}.}
Un théorème de relèvement montre alors que pour toute application continue γ : ℝ → S1 et tout choix d'un réel t tel que γ(0) = p(t), il existe une unique application continue Γ : ℝ → ℝ telle que γ = p ∘ Γ et Γ(0) = t.
En appliquant ce théorème à γ := f ∘ p, on trouve donc une application continue
{\displaystyle {\tilde {f}}:\mathbb {R} \to \mathbb {R} ,}
unique à une constante additive près (multiple de 2π), telle que
{\displaystyle f\circ p=p\circ {\tilde {f}}.}
Puisque la fonction {\displaystyle x\mapsto {\tilde {f}}(x+2\pi )-{\tilde {f}}(x)} est continue et que ses valeurs sont des multiples entiers de 2π, elle est constante. Le facteur entier de ce multiple est appelé degré d'enroulement de f.

## Engéométrie différentielle

### Définition
Soient M et N deux variétés différentielles (sans bord) orientées et de même dimension, telles que M soit compacte et N soit connexe.
Soit f une application différentiable de M dans N.
(La définition peut aussi s'étendre aux variétés à bord à condition que la fonction f préserve le bord.)
D'après le théorème de Sard, il existe un point y de N qui soit une valeur régulière de f.
En tout point x de la préimage {\displaystyle \ f^{-1}(\{y\})}, la différentielle {\displaystyle \mathrm {D} _{x}f} induit donc une application linéaire surjective entre les espaces tangents (orientés) {\displaystyle \ T_{x}M}  et {\displaystyle \ T_{y}N}.
Par égalité des dimensions, ces applications linéaires sont des isomorphismes d'espaces vectoriels orientés.
Leur signe, noté {\displaystyle \operatorname {sign} (\mathrm {D} _{x}f)}, est défini comme égal à +1 si {\displaystyle \mathrm {D} _{x}f} préserve l'orientation et à –1 sinon.
Par compacité de M, la préimage {\displaystyle \ f^{-1}(\{y\})} est finie et le degré de f en y peut donc se définir par la somme :
{\displaystyle \deg(f,y)=\sum _{x\in f^{-1}(y)}{\operatorname {sign} (\mathrm {D} _{x}f)}.}
Le signe de cet entier dépend du choix des orientations de M et N. Pour des variétés orientables mais non orientées, le degré de f en y n'est donc défini que comme un entier naturel.
Si les variétés M et N ne sont pas toutes deux orientables, le degré de f en une valeur régulière y peut simplement se définir par la parité du cardinal de la préimage,
autrement dit :
{\displaystyle \deg(f,y)=\sum _{x\in f^{-1}(y)}{1}\in \mathbb {Z} /(2)}.
Le résultat de ce calcul est indépendant du choix de la valeur régulière. Le degré de f est donc noté simplement deg(f).

### Exemples
- L'application identité est de degré 1.
- L'application antipodale sur la sphère Sn est de degré (–1)n+1.
- Si l'application f n'est pas surjective, un point de N qui n'est pas dans l'image de f est une valeur régulière donc le degré de f vaut zéro.
 C'est notamment le cas si N est non compacte, ou si f est constante et N non réduite à un point.
- Si f est un revêtement de variétés différentielles compactes orientables sans bord, le degré de f est égal au nombre de feuillets.

### Invariance par homotopie
L'intérêt principal de cette notion réside dans le fait que si deux applications sont homotopes, elles ont même degré.
Par conséquent, les sphères Sn ne sont pas contractiles et l'application antipodale n'est pas homotope à l'identité sur les sphères paires.
Le degré constitue même un invariant complet pour les sphères : deux applications de Sn dans Sn sont homotopes si et seulement si elles ont même degré.

Plus généralement, le théorème de Hopf, assure que pour toute variété M de dimension n, orientable, compacte et sans bord, deux applications continues de M dans Sn sont homotopes si (et seulement si) elles ont même degré.

## Entopologie algébrique

### Définition
Soit M et N deux variétés compactes orientées et de même dimension n, dont les classes d'orientation respectives sont notées [M] et [N]. La condition d'orientation peut être retirée si les groupes d'homologie sont calculés à coefficients dans ℤ/(2).
Si la variété N est connexe, la classe [N] est un générateur du groupe {\displaystyle H_{n}(N,\partial N)}.
Soit f une application continue de M dans N qui préserve le bord. L'application {\displaystyle f_{*}} induite en homologie associe à la classe [M] un élément λ[N] de {\displaystyle H_{n}(N,\partial N)}.
Le nombre λ est alors appelé degré de f et noté deg(f).
La propriété d'excision de l'homologie permet de montrer que cette définition étend celle donnée par la géométrie différentielle.
Plus généralement, la notion de degré peut être étendue à toute application entre paires d'espaces munis de classe génératrice d'un groupe d'homologie en une dimension fixée. Ceci permet notamment de parler de degré pour une application entre complexes de Poincaré (en) ou entre espaces de Thom.

### Propriétés
Le degré est donc un invariant homologique.
Par dualité de Poincaré en utilisant la cohomologie de De Rham, le degré peut aussi s'obtenir en intégrant sur la variété source une forme volume de la variété but.